# Гурне-ан-Бре (кантон)
Гурне-ан-Бре (фр. Gournay-en-Bray) — кантон во Франции, находится в регионе Нормандия, департамент Приморская Сена. Входит в состав округа Дьеп.

## История
До 2015 года в состав кантона входили коммуны Авен-ан-Бре, Безанкур, Боск-Ион, Бремонтье-Мерваль, Ганкур-Сент-Этьен,  Гурне-ан-Бре, Дампьер-ан-Бре, Дудовиль, Кюи-Сент-Фьякр, Менерваль, Моланьи, Монтроти, Нёф-Марше, Феррьер-ан-Бре, Эльбёф-ан-Бре и Эрнемон-ла-Вилет.
В результате реформы 2015 года состав кантона был существенно изменен. В его состав были включены упраздненные кантоны Аргей, Омаль и Форж-лез-О.
С 1 января 2016 года коммуна Ле-Фос вошла в состав коммуны Форж-лез-О.
С 1 января 2017 года из коммуны Сижи-ан-Бре выделилась отдельная коммуна Сен-Люсьен.

## Состав кантона с 1 января 2017 года
В состав кантона входят коммуны (население по данным Национального института статистики за 2018 г.):
- Авен-ан-Бре (296 чел.)
- Аргей (342 чел.)
- Безанкур (354 чел.)
- Бобек-ла-Розьер (499 чел.)
- Бовуар-ан-Лион (607 чел.)
- Боск-Ион (420 чел.)
- Боссо (410 чел.)
- Бремонтье-Мерваль (457 чел.)
- Вьё-Руан-сюр-Брель (559 чел.)
- Гайфонтен (1 223 чел.)
- Ганкур-Сент-Этьен (229 чел.)
- Грюмениль (432 чел.)
- Гурне-ан-Бре (6 051 чел.)
- Дампьер-ан-Бре (447 чел.)
- Дудовиль (93 чел.)
- Иллуа (406 чел.)
- Компенвиль (173 чел.)
- Контвиль (496 чел.)
- Крикье (671 чел.)
- Круази-сюр-Андель (544 чел.)
- Кюи-Сент-Фьякр (663 чел.)
- Ланд-Вьей-э-Нёв (134 чел.)
- Ла-Алотьер (223 чел.)
- Ла-Бельер (56 чел.)
- Ла-Ферте-Сен-Самсон (462 чел.)
- Ла-Фёйи (1 293 чел.)
- Ла-Шапель-Сент-Уан (132  чел.)
- Ла-Э (359 чел.)
- Ле-Коль-Сент-Бёв (485 чел.)
- Ле-Мениль-Льёбре (97 чел.)
- Ле-Тиль-Риберпре (224 чел.)
- Ле-Эрон (250 чел.)
- Лонгмениль (50 чел.)
- Марк (233 чел.)
- Мезангевиль (162 чел.)
- Менерваль (168 чел.)
- Мениль-Може (246 чел.)
- Моканши (355 чел.)
- Моланьи (186 чел.)
- Монтроти (273 чел.)
- Морьен (184 чел.)
- Морвиль-сюр-Андель (331 чел.)
- Нёф-Марше (667 чел.)
- Нолеваль (439 чел.)
- Нюльмон (133 чел.)
- Обегимон (192 чел.)
- Оден-Оденже (277 чел.)
- Одрикур (411 чел.)
- Окур (200 чел.)
- Омаль (2 013 чел.)
- Оссе (281 чел.)
- Поммерё (95 чел.)
- Ришмон (445 чел.)
- Роншероль-ан-Бре (470 чел.)
- Роншуа (183 чел.)
- Рувре-Катийон (227 чел.)
- Сен-Люсьен (239 чел.)
- Сен-Мишель-д'Алескур (121 чел.)
- Серкё (985 чел.)
- Сижи-ан-Бре (505 чел.)
- Сомон-ла-Потри (412 чел.)
- Феррьер-ан-Бре (1 674 чел.)
- Форж-лез-О (3 813 чел.)
- Фри (146 чел.)
- Эльбёф-ан-Бре (412 чел.)
- Элькур (149 чел.)
- Эрнемон-ла-Вилет (185 чел.)

## Политика
На президентских выборах 2022 г. жители кантона отдали в 1-м туре Марин Ле Пен 40,0 % голосов против 24,8 % у Эмманюэля Макрона и 25,2 % у Жана-Люка Меланшона; во 2-м туре в кантоне победила Ле Пен, получившая 59,5 % голосов. (2017 год. 1 тур: Марин Ле Пен – 37,0 %, Франсуа Фийон – 21,0 %, Эмманюэль Макрон – 15,8 %, Жан-Люк Меланшон – 12,5 %; 2 тур: Ле Пен – 56,3 %. 2012 год. 1 тур: Николя Саркози — 30,9 %, Марин Ле Пен — 27,9 %, Франсуа Олланд — 19,6 %; 2 тур: Саркози — 59,0 %. 2007 год. 1 тур: Саркози — 33,8 %, Жан-Мари Ле Пен — 17,4 %; 2 тур: Саркози — 63,2 %).
С 2021 года кантон в Совете департамента Приморская Сена представляют вице-мэр города Форж-лез-О Жоэль Декудр (Joël Decoudre) и мэр коммуны Омаль Виржини Люко-Авриль (Virginie Lucot-Avril) (оба — Республиканцы).
|                | Кандидаты                        | Партия                   | Первый тур | Первый тур     | Второй тур | Второй тур |
| Кол-во голосов | Кандидаты                        | Партия                   | % голосов  | Кол-во голосов | % голосов  |            |
| -------------- | -------------------------------- | ------------------------ | ---------- | -------------- | ---------- | ---------- |
|                | Жоэль Декудр Виржини Люко-Авриль | Правый блок              | 4 227      | 47,53          | 5 685      | 66,97      |
|                | Изабель Бье Жоэль Дюшоссуа       | Национальное объединение | 4 914      | 35,44          | 5 423      | 41,64      |
|                | Флоранс Лежандр Тома Эрман       | Разные левые             | 2 163      | 24,32          |            |            |

|                | Кандидаты                        | Партия             | Первый тур | Первый тур     | Второй тур | Второй тур |
| Кол-во голосов | Кандидаты                        | Партия             | % голосов  | Кол-во голосов | % голосов  |            |
| -------------- | -------------------------------- | ------------------ | ---------- | -------------- | ---------- | ---------- |
|                | Мишель Лежён Виржини Люко-Авриль | Правый блок        | 5 605      | 40,42          | 7 600      | 58,36      |
|                | Элен Ле Жён Жиль Патитюкси       | Национальный фронт | 4 914      | 35,44          | 5 423      | 41,64      |
|                | Флоранс Лежандр Пьер Тюрбан      | Левый блок         | 2 596      | 18,72          |            |            |
|                | Анн-Мари Делакруа Эдуар Леклерк  | Левый фронт        | 752        | 5,42           |            |            |